# Niklas Henning
Niklas Eric Henning (ur. 6 marca 1964 w Sztokholmie) – szwedzki narciarz alpejski. Zajął 10. miejsce w kombinacji igrzyskach w Calgary w 1988 roku. Był też piętnasty w zjeździe na mistrzostwach świata w Saalbach. Najlepsze wyniki w Pucharze Świata osiągnął w sezonie 1989/1990, kiedy to zajął 27. miejsce w klasyfikacji generalnej, a w klasyfikacji supergiganta był siódmy.

## Sukcesy

### Puchar Świata

#### Miejsca w klasyfikacji generalnej
- 1983/1984 – 101.
- 1985/1986 – 46.
- 1986/1987 – 95.
- 1988/1989 – 59.
- 1989/1990 – 27.
- 1990/1991 – 39.
- 1991/1992 – 62.

#### Miejsca na podium
1. Alta Badia – 15 grudnia 1985 (kombinacja) – 2. miejsce
2. Val d’Isère – 10 grudnia 1989 (supergigant) – 1. miejsce